# Scottish Open 1929
Die Scottish Open 1929 waren die 17. Austragung dieser internationalen Meisterschaften von Schottland im Badminton. Sie fanden Anfang des Jahres in Glasgow statt. Gemeinsam mit den offenen Titelkämpfen fanden auch die geschlossenen nationalen Titelkämpfe von Schottland statt.

## Finalresultate Open Championships
| Disziplin    | Sieger                          | Finalist                          | Ergebnis           |
| ------------ | ------------------------------- | --------------------------------- | ------------------ |
| Herreneinzel | T. P. Dick                      | Donald C. Hume                    | 15–5, 15–3         |
| Dameneinzel  | Marjorie Barrett                | Margaret Tragett                  | 11–3, 11–1         |
| Herrendoppel | T. P. Dick Frank Hodge          | Donald C. Hume P. D. Macfarlane   | 15–4, 15–17, 15–3  |
| Damendoppel  | Marjorie Barrett Marian Horsley | C. B. Alison E. Jackson           | 15–4, 15–7         |
| Mixed        | James Barr C. T. Duncan         | P. D. Macfarlane Marjorie Barrett | 12–15, 15–9, 18–13 |

## Finalresultate Closed Championships
| Disziplin    | Sieger                        | Finalist                          | Ergebnis          |
| ------------ | ----------------------------- | --------------------------------- | ----------------- |
| Herrendoppel | James Barr H. E. B. Neilson   | A. H. Paterson A. K. Stevenson    | 4–15, 15–11, 15–8 |
| Damendoppel  | M. K. King Clark D. H. Ramage | R. W. Stevenson Dorothy Stenhouse | 15–11, 15–4       |
| Mixed        | James Barr C. T. Duncan       | E. R. Butcher R. W. Stevenson     | 15–8, 18–17       |